# スペクトラルソウルズ
『スペクトラルソウルズ』は、日本で2003年10月にアイディアファクトリーより1作目が発売されたPlayStation 2用ゲームソフト。ネバーランド大陸を舞台にしたシミュレーションRPG。1作目発売以降、続編・外伝が発売されている。

## シリーズ作品リスト
新紀幻想スペクトラルソウルズ
2003年10月アイディアファクトリー発売/PlayStation 2
新紀幻想スペクトラルソウルズII
2005年1月アイディアファクトリー発売/PlayStation 2
新紀幻想 〜SS II アンリミテッドサイド〜
2005年10月アイディアファクトリー発売/PlayStation Portable
ブレイジングソウルズ
2006年1月アイディアファクトリー発売/PlayStation 2
アブソリュート ブレイジングインフィニティ
2007年3月アイディアファクトリー発売/Xbox 360
ヒトゲノムとゼロスの戦いが展開される。

## 新紀幻想スペクトラルソウルズ

### 概要
2003年10月、アイディアファクトリーからPlayStation 2専用ソフトとして発売された。『学園都市 ヴァラノワール』の3年後が舞台で、多くの生徒達が成長した姿で再登場を果たしている。

### あらすじ
魔導世紀1052年、「リトル・スノー」の再来を求めたルネージュ公国により「チキュウ」から幻想世界ネバーランドへの召喚の儀が行われ、一人の少年・アキラが召喚される。だが、召喚に参加したヴァラノワールの生徒のレン・ウォルトが集中力が続かなかったことにより不完全な状態での召喚となり、アキラは神官達が求めていた能力を全く持ち合わせていなかった。それで公国を追い出された形となったアキラであったが、ことが公になることを恐れ、自らの立場を案じた神官達が証拠の隠滅を謀り、アキラを暗殺しようとする。なんとかラングレーの森まで逃げたアキラであったが、そこでアサシンに追いつかれてしまう。しかしそこへ傭兵ゲイルが、その先のテベレ川ではマックスが現れてアサシン達を退けることに成功する。その後、ゲイルとマックスと共に近くの町まで行こうとするが、突然瀕死の男が現れアキラに封印の神器を託して力尽きてしまう。アキラはこの神器を受け取ったことにより、ネバーランドの命運を賭けた戦いに巻き込まれていく……。

### システム
ネバーランド全体のマップから各ポイントに赴き、シナリオをクリアしていく型のシミュレーションRPG。村人との会話や物語の進行によってポイントが追加されたり、攻略済みのポイントに再び入ることが出来るようになる。また、『学園都市 ヴァラノワール』で登場した異界の門も登場する。
クリア後は周回プレイ又は引き続いてのプレイが可能で、周回プレイ時にはレベルは元通りにはなるがアイテムが保管庫に入る分だけ引き継がれ、引き続いてのプレイは、異界の門が更に奥まで進めるようになり、本編のラスボスよりも強力なモンスターが登場する。

### 主要キャラクター
アキラ / 六道 明（ろくどう あきら）
声：菅沼久義
本作の主人公。本名は「六道 明」。家族構成は両親と妹一人の四人家族。チキュウから召喚されるが儀式が不完全であったため、不完全な異界の魂を持つ。チキュウでは親しい友人もいなく、子供の頃からやっていた剣道も超えられない壁にぶつかって挫折してしまう。趣味であるバイクに乗っていたときに召喚された。召喚された当初は言動はトゲトゲしく、そしてネバーランドの全てを憎んでいたが、仲間達やヴァラノワールの生徒達がネバーランドの平和の為に戦い続けていく姿を目の当たりにし、考えが変わり始める。
マックス / マキシムス
声：西原翔吾（IIでは池田秀一）
ヴァラノワール学園出身の美形ガンマンで『学園都市 ヴァラノワール』に登場しているリューンエルバの同期生。本名は「マキシムス」。イグリアスから不穏な動きをするルネージュ公国の調査を依頼され、動向を探っていたときに追っ手から逃げているアキラとゲイルに出会い、一緒に行動することとなる。イグリアスとは恋人未満の関係。「ノーヴァ教」の天星四将の一人、ヒュードルとも同期ではあるがリューンエルバの恋人のカイルをヒュードルに殺害され互いを憎むようになった。
七年戦争時にはネバーランド皇国の動向を探るべく諜報員としてネバーランド皇国に参加する。そこでバイアードの一人娘のリーザと出会う。
ゲイル
声：伊東隼人
傭兵を生業にしている男性。彼が歩いた後は嵐が通ったがごとく破壊つくされることから「旋風のゲイル」の異名を持つ。以前は騎士団長まで務めたが現在は理由あって追われの身であり、一人旅をしているときにアキラと出会う。
七年戦争時には元帥のアンクロワイヤーに能力を買われ、新生シンバ帝国の将軍となる。
シロ / シャルロアール
声：野中藍
アキラたちが神器を受け取った際に出会った喋る白いヒヨコ虫。本名が長くて言いにくく、また色が白いこともあって「シロ」とアキラが名づけた。本名はシャルロアールで略するとやっぱりシロ。実は古代先史文明の賢者で天魔王を監視する役目を担っていた。が、癇癪持ちで子供っぽくさらに女好きと言うこともあって威厳の欠片もない。
七年戦争時には名もなき神殿にて隠居生活をおくっていたがナイヅと再会し、彼らの元に戻ることになる。
余談だが、本名はシャルロアールのはずであるが攻略本にはシャルアワールであったり、スペクトラルソウルズIIのプロフィールではシャルノワールと記されていたりする（ブレイジングソウルズでは修正されている）。
イグリアス
声：高橋あみか
ヴァラノワール学園・勇者育成学部の教官で今作におけるミュウ達の引率役。マックスやリューンエルバと同期であり、友人でもある。常に冷静沈着であるがマックスと同様にヒュードルのことになると熱くなってしまう一面も。マックスが色々と噂が絶えないため、中々仲が進展しなかったが七年戦争後、結婚する。
ルキ
声：西原翔吾
今作で追加されたヴァラノワール学園・勇者育成学部の生徒。幼い頃にモンスターに両親を殺害され、そのショックで妹のリアが目が見えなくなってしまったことから、モンスターを激しく憎むようになる。このことから他人の言葉に耳を貸さず、モンスターを根絶やしにするために日夜剣の修行に勤しむようになる。しかし他の生徒と旅を続け、色々と考えさせられたことやリュートやミーネ、期せずしてファーストの行為により、考えを改める。
イグレーヌ
声：野中藍
今作で追加されたヴァラノワール学園・勇者育成学部の生徒。学園最強の卒業生を目指す魔族の少女。性格はワガママで高飛車、さらには直ぐに銃を抜いてしまうなどかなり困った性格。そのため、似たもの同士であるバニラと直ぐケンカ状態になり彼女達のケンカによって様々な被害が生じ、フォローに回るチョコを困らせている。
クリングゾール
声：伊東隼人
アキラより前にネバーランドに召喚された男。こちらもアキラと同じく儀式に失敗し「イビル・アイ」の能力しか持ち合わせていなかったためにルネージュ公国から追い出された。ネバーランドの全てを滅ぼし、そして妻と娘のいるチキュウに帰還するために「ノーヴァ教」を興して天魔王ヴァ＝アルドゥクを蘇らそうと企む。

## 新紀幻想スペクトラルソウルズII

### 概要
2005年1月、アイディアファクトリーよりPlayStation 2専用ソフトとして発売された。のち、2005年10月、アイディアファクトリーにPlayStation Portable専用ソフトとして移植・販売された。ヒロやロゼなどスペクトラルフォースシリーズやジェネレーションオブカオスシリーズなどのアイエフネバーランドシリーズのキャラが複数再登場を果たす。また、マックスをはじめ前作にも登場した何人かのキャラクターの声優が変更されている。

### あらすじ
アキラ達が天魔王の復活を阻止してから一年後、魔族の国「ネバーランド皇国」による人間達への虐殺行為が行われ始めた。そしてそれに対抗するように人間達も各地のレジスタンスが集まり、かつての勇者シフォンを旗手として「新生シンバ帝国」を立ち上げられる。こうして複数の思惑が錯綜する中、静かに人間と魔族との「七年戦争」の幕があげられるのであった……。

### 主要キャラクター
ナイヅ
声：菅沼久義
本作の主人公。ネバーランドを放浪している青年騎士。その正体は前作の主人公だったアキラであり、名前を変えたのはネバーランドで生きていく決意の表れでもある。流されるままマークス達フィフティシア解放軍に参加し、そのまま新生シンバ帝国の一員となる。
ヒロ
声：宮村優子
『スペクトラルフォース』から登場している魔王の血を引く女性。前作にも登場し、ナイヅ達とも面識がある。天魔王の復活を阻止した後、各地を旅していたが戦争による傷ついた世界を見ることで絶対的な力の必要性を感じ、ネバーランド皇国のロゼの元に赴く。
ミュウ
声：野中藍
『学園都市 ヴァラノワール』から登場している勇者・シフォンの孫。前作にも登場している。ヴァラノワール学園の大学部に所属。育ての親のラーデゥイから急にかつて渡された天魔剣を突然返却するように求められるが、ミュウはその申し出を断り、大学を退学し学園や各地に散らばった友人達と共に「ローゼス解放軍」を設立する。そして新生シンバ帝国とネバーランド皇国の対立に介入することとなる。

## 関連作品
- ブレイジングソウルズ
- スペクトラルタワーシリーズ
- スペクトラルフォースシリーズ
- モンスターコンプリワールドシリーズ（伝説獣の穴含む）
- スペクトラルブレイド
- 砂のエンブレイス
- グローバルフォークテイル
- ジェネレーションオブカオスシリーズ
- カルディナルアーク 〜混沌の封札〜
- 爆炎覚醒ネバーランド戦記ZERO
- スペクトラルVSジェネレーション
- 学園都市ヴァラノワール
- カオスウォーズ（ミュウ、リューンエルバが参戦）
- クロスエッジ（ミュウがゲストキャラクターとして登場）